# Taktisk Troppetransport
 Der er for få eller ingen kildehenvisninger i denne artikel, hvilket er et problem. Du kan hjælpe ved at angive troværdige kilder til de påstande, som fremføres i artiklen.

Taktisk Troppetransport (forkortet TTT) er en disciplin, hvor man med lastvogn, hurtiggående båd eller helikopter indsætter personel eller gods under en mission.
Typisk vil transportmidlet ankomme hastigt til området, gøre stop for en kort periode mens tropperne sættes af og herefter forlade nærområdet igen, for enten at yde våbenstøtte på afstand eller for at hente nye tropper. Taktiske troppetransporter kan gennemføres både om dagen og om natten, så vel med som uden lygteføring.
| Militær | Spire Denne artikel om militær er en spire som bør udbygges. Du er velkommen til at hjælpe Wikipedia ved at udvide den. |